# Nikolaj Ivanovitj Lebedev
 Ikke at forveksle med Nikolaj Igorevitj Lebedev.
Nikolaj Ivanovitj Lebedev (russisk: Никола́й Ива́нович Ле́бедев) (født 9. august 1897 i Gus-Chrustalnyj i det Russiske Kejserrige, død 9. oktober 1989 i Sankt Petersborg i Sovjetunionen) var en sovjetisk filminstruktør, skuespiller og manuskriptforfatter.

## Filmografi
- Mod livet (Навстречу жизни, 1952)[1][2]
- En kammerats ære (Честь товарища, 1953)
- Zimneje utro (Зимнее утро, 1967)
- Najdi menja, Ljonja! (Найди меня, Лёня!, 1971)
- Frk K. bør tiltales (В моей смерти прошу винить Клаву К., 1979)